# Авсєєвич Костянтин Володимирович
Костянти́н Володи́мирович Авсєєвич — учасник Афганської війни 1979—1989 років, полковник запасу.

## Короткий життєпис
Його батько — військовий, загинув у віці 42 років від нещасного випадку при виконанні службових обов'язків.
Закінчив військовий факультет розвідки, з 1983 року — в складі радянських військ у Афганістані, командир взводу. Важкопоранений, комісований. Учасник ліквідації аварії на ЧАЕС.
Керівник ансамблю воїнів-інтернаціоналістів «Контингент», Лубни, заснованого 1990 року. Лауреат обласної премії імені С. А. Ковпака Полтавської обласної ради 2011 року.
У часи російсько-української війни гурт «Контингент» виступає перед вояками на Донбасі, привозить гуманітарну допомогу.

## Нагороди
- орден Червоної Зірки
- медаль «За сприяння Збройним Силам України»
- орден «За заслуги» III ступеня (13.2.2015)